# Rolf Eberl
Rolf Eberl (* 26. September 1941 in Ulm) ist ein ehemaliger österreichischer Radrennfahrer.

## Sportliche Laufbahn
Eberl war im Straßenradsport aktiv. Er startete mehrfach in der Österreich-Rundfahrt. 1966 war der zweite Platz hinter Hans Furian sein bestes Resultat im Gesamtklassement, 1970 wurde er Vierter. 1969, 1971 und 1980 holte er jeweils einen Etappensieg in der Rundfahrt. Insgesamt startete er neunzehnmal in der Österreich-Rundfahrt. 1969 siegte Eberl im Saisoneröffnungsrennen in Leonding und im Kirschblütenrennen. 1971 wurde er Zweiter bei Wien–Rabenstein–Gresten–Wien hinter Roman Humenberger. Etappensiege in diesem Rennen holte er 1970, 1971 und 1974.